# Crangonyx dearolfi
Crangonyx dearolfi es una especie de crustáceo de la familia Crangonyctidae.
Es endémica de América del Norte.